# Dolorosa (Catedral de Orense)
La Dolorosa es una obra realizada hacia 1700 y atribuida a Pedro de Ávila. Está ubicada en la Capilla del Santo Cristo de la Catedral de Orense, en Galicia (España).

## Historia

### Origen
Se desconoce la cronología exacta de la imagen; únicamente se sabe que fue donada hacia 1700 por el devoto José María Martínez e instalada en la Capilla del Santo Cristo en 1705.: 253  Martínez ya había donado años antes una serie de cuadros procedentes de Valladolid, los cuales se conservan actualmente en el trascoro de la catedral.: 72 

### Atribución
Resulta también desconocido el autor de la talla, habiéndose atribuido la obra a Gregorio Fernández, Pedro de Ávila y Tomás de Sierra. Durante años y hasta época reciente se consideró a este último: 85  como el ejecutor de la pieza dado el gran parecido con la Dolorosa de 1696 perteneciente al paso de La Crucifixión en Medina de Rioseco.: 286  Por su parte, el historiador del arte Juan José Martín González ya había señalado en 1961 a Fernández como el autor al que tradicionalmente se le venía adjudicando la imagen, similar a la talla de la Piedad del grupo escultórico de 1616 titulado La Sexta Angustia, indicando a su vez la influencia de Pedro de Mena y la inclusión de la figura en el prototipo escultórico de Castilla,: 253  aunque en 1990 sugeriría a Pedro de Ávila en base a las similitudes de la talla con la Piedad emplazada en el Colegio de los Ingleses de Valladolid.: 72  En la Fundación Caja Cantabria, en Santillana del Mar, existe una Dolorosa atribuida a Ávila y fechada hacia 1721 muy similar en cuanto a la expresión del rostro y la disposición de los ropajes, aunque es posible que el escultor tomase la imagen venerada en Galicia como fuente de inspiración, algo que ya había hecho con varias obras de Fernández, destacando, por otro lado, el parecido en lo relativo a la pose de la figura con Las Lágrimas de San Pedro, obra del mismo autor custodiada en la Iglesia del Salvador, en Valladolid. La Dolorosa de la Catedral de Orense posee semejanzas por su parte con una Virgen realizada por Francisco Díez de Tudanca entre 1650 y 1661 para el Paso Nuevo de Nuestra Señora y San Juan de la Cofradía Penitencial de la Sagrada Pasión de Cristo, la cual se inspira en la Dolorosa de la Vera Cruz tallada por Fernández en 1623, imagen que cuenta con dos importantes precedentes: las esculturas de la Vírgenes de los Cuchillos de Juan de Juni (siglo xvi) veneradas respectivamente en las iglesias de San Miguel de Cuéllar y Nuestra Señora de las Angustias de Valladolid (aunque también se afirma que la Virgen de Cuéllar es una obra anónima de los siglos XVII o XVIII). Pese a la diversidad de atribuciones, actualmente se considera a Pedro de Ávila como el ejecutor de la pieza.: 288 

## Descripción

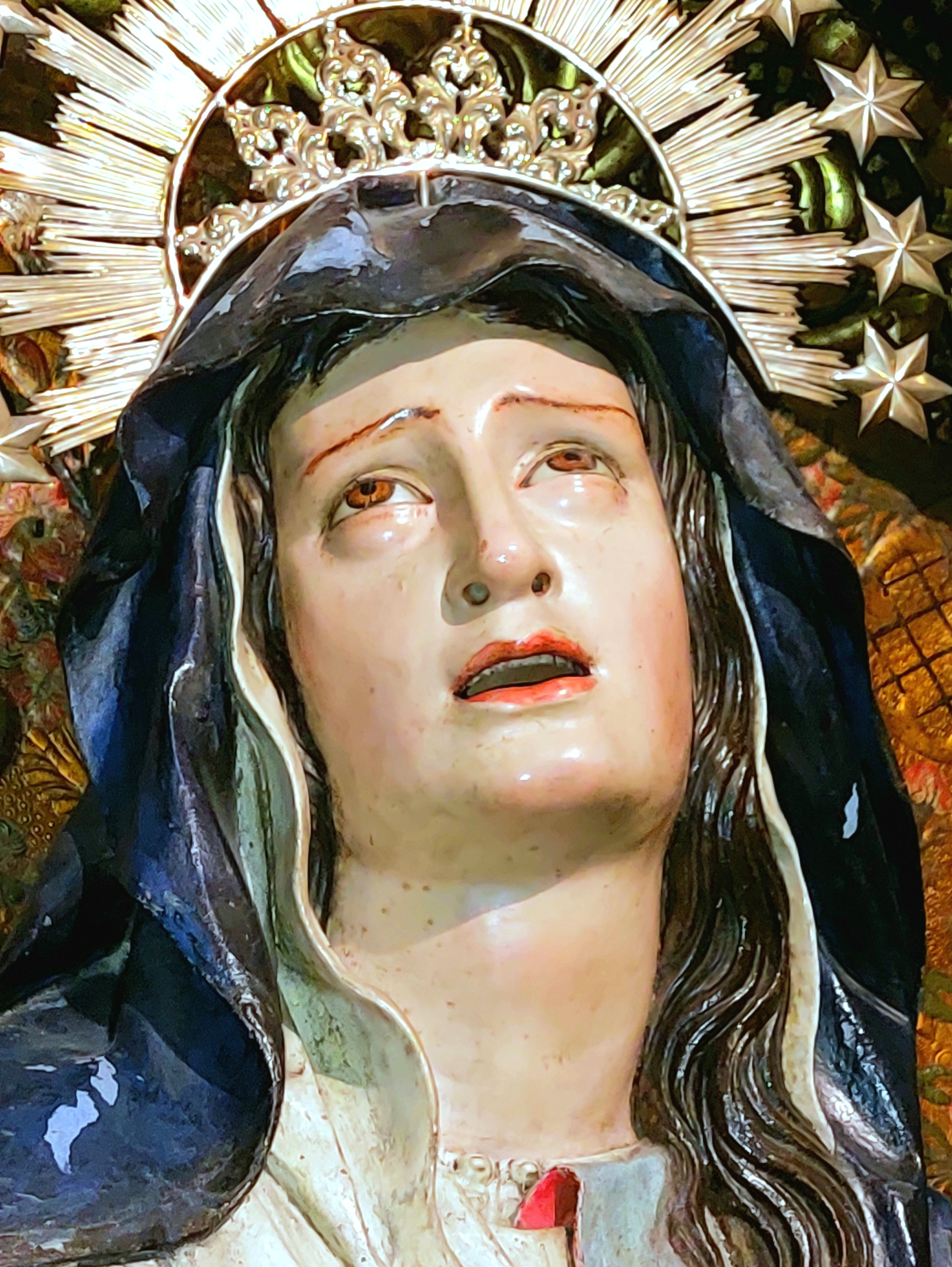
Detalle del rostro.

La talla, plagada de elementos propios de la etapa inicial de Ávila,: 288  consiste en una imagen en madera policromada de medio cuerpo y bulto redondo. La Virgen se caracteriza por mostrar un rostro lleno de angustia y dolor en el cual destacan la boca entreabierta de labios finos que deja ver los dientes y la punta de la lengua, los ojos almendrados enmarcados por la hinchazón de los párpados inferiores, el pronunciado arqueamiento de las cejas y una nariz amplia con tabique ancho y aplastado. La figura tiene ambos brazos doblados con las manos juntas y los dedos entrelazados en actitud suplicante, todo ello acentuado por el hecho de tener la Virgen la vista dirigida al cielo. Los brazos se hallan dispuestos hacia el lado derecho del espectador mientras que el rostro se inclina a la izquierda mediante una fuerte torsión en el cuello, lo que crea sensación de gran movimiento a la vez que dota de cierta diagonalidad al conjunto.
La imagen, sometida a varios arreglos por parte del pintor Cortés en 1830, luce una túnica bermellón con el envés en color gris y mangas abiertas hasta el codo con una hilera de botones, un manto azul oscuro compuesto por drapeados que contribuyen al movimiento de la obra, y una toca blanca que enmarca el rostro de la Dolorosa y permite a su vez destacar el cabello oscuro, del cual se desprende un mechón que cae sobre el pecho en el lado izquierdo de la Virgen, elemento habitual en la escultura de Ávila.: 288  La talla, cortada por encima de la cintura y ceñida con un cinturón cubierto por los suaves pliegues de la túnica y del que únicamente resultan visibles los extremos que cuelgan en el centro, se apoya en una sencilla peana en tonos oscuros con las esquinas cubiertas de rocalla en dorado, elemento propio del barroco, género artístico en el que se encuadra la pieza.
La imagen, ubicada en una hornacina situada en la parte posterior del baldaquino del Santo Cristo, se encuentra adornada con una diadema de plata inusualmente coronada por trece estrellas en vez de doce, obra del orfebre José Alberto Gallego en 2005 con el fin de reemplazar una diadema anterior la cual fue robada y constituía un regalo de una dama devota.: 85  La talla carece, por otro lado, de un corazón atravesado por una o siete espadas o una daga clavada en el pecho, elementos típicos en la iconografía de las imágenes dolorosas.

## Legado
Objeto de gran veneración, la Dolorosa de la Catedral de Orense tuvo el honor de ser una de las más de 250 piezas exhibidas en la histórica exposición Galicia no tempo,: 264  inaugurada en enero de 1991 por la entonces reina de España Sofía de Grecia en el Monasterio de San Martín Pinario, en Santiago de Compostela.
La imagen era anteriormente sacada en Semana Santa durante la procesión del Santo Entierro junto con una reproducción del Santo Cristo venerada en la iglesia parroquial de San Pío X, si bien actualmente, para evitar desperfectos, se emplea otra imagen de la Dolorosa, también de medio cuerpo y custodiada en la sacristía de la catedral.